# Cyathea ameristoneura
Cyathea ameristoneura är en ormbunkeart som beskrevs av Karel Domin. Cyathea ameristoneura ingår i släktet Cyathea och familjen Cyatheaceae. Inga underarter finns listade.